# Hebraismus
Hebraismus je pro hebrejštinu typický jazykový obrat, který pronikl do cizího jazyka, pro nějž je jinak neobvyklý či dokonce chybný. K hebraismům může dojít tam, kde má silný vliv hebrejský jazyk, obvykle buď v zemích, kde je hebrejština zastoupena, nebo v překladech z hebrejštiny.

## Hebraismy v češtině
Čeština jako mluvený jazyk byla hebrejštinou ovlivněna jen málo. Pokud ano, tak zprostředkovaně, většinou přes vulgátní latinu.
Jako příklad silných hebraismů, které pronikly do češtiny, může sloužit český překlad Starého zákona v Bibli kralické. Příkladem je silná parataxe, tj. věty, které v češtině začínají na spojku „i“: „I viděl jsem… I řekl mi… I všel… I řekl mi… I zvíte…“ Tento způsob navazování vět ve vyprávěni je typický pro biblickou hebrejštinu.
V širším smyslu se za hebreismy mohou považovat slova převzatá z hebrejštiny. Z nich například košer, sobota, amen, aleluja, mešuge, chucpe[zdroj?], abrakadabra, mesiáš, jubileum, kibuc, nimrod, Metuzalém, safír, Satan, a další.

## Hebraismy v starozákonní a novozákonní řečtině
Autoři spisů Nového zákona, především evangelisté, byli původem Židé, jejich rodnou řečí byla aramejština a znali podrobně Tanach. Proto jak překladatelé Starého zákona do řečtiny (tzv. Septuaginta), tak autoři Nového zákona, i když psali řecky, prozrazují své hebrejské kulturní i jazykové pozadí právě značným množstvím hebraismů.
Jako příklad může sloužit, podobně jako u hebraismů v kralické češtině, silná parataxe. Kromě toho se hebraismus objevuje např. v překladech různých předložek. Hebrejština, relativně chudá na vlastní předložky, používá mnoha opisů, které se následně objevují i v biblické řečtině: např. hebrejské לפני lifnej „před“, dosl. „před tváří“, je do řečtiny překládáno jako πρὸ προσώπου pro prosópú, „před tváří“ (srov. český ekumenický překlad Mk 1,2: „Hle, já posílám posla před tvou tváří“ a Mal 3,1: „posla, aby připravil přede mnou“; Marek přitom cituje (parafrázuje) Malachiáše – český překlad se snaží zachytit jak skutečný hebrejský význam v Malachiášovi „před“, tak hebraismus v Markově řečtině „před tvou tváří“).
K hebraismům může docházet i doslovným překladem různých termínů, které mají v cílovém jazyce překladu několik odlišných významů. Typickým příkladem je hebrejské slovo נפש nefeš „duše“. To může ve skutečnosti znamenat „život“. Tak najdeme v evangeliích mnohokrát termín ψυχὴ ve smyslu „život“ obecně, nikoli specificky „duše“. Moderní české překlady se snaží tuto rozdílnost zohledňovat, ale vždy k tomu dochází na úkor případné dvojznačnosti originálního textu.